# Галф (округ)
Галф (англ. Gulf county) — округ штата Флорида Соединённых Штатов Америки. На 2000 год в нём проживало 13 332 человека. По оценке бюро переписи населения США в 2005 году население округа составляло 13 975 человек. Окружным центром является город Порт-Сент-Джо.

## История
Округ Галф был сформирован в 1925 году. Своё название он получил благодаря расположению на берегу Мексиканского залива (англ. gulf — залив). Первоначально окружным центром стал город Веуохичка, в котором до сих пор сохранилось здание окружного суда 1927 года. В 1965 году административные учреждения были перенесены в Порт Сент-Джо, где в 1838 году проходила первая конституционная конвенция (тогда город назывался Сент-Джозеф).